# ハインツ・フリードリヒ・ハルティヒ
ハインツ・フリードリヒ・ハルティヒ（Heinz Friedrich Hartig、1907年9月10日 - 1969年9月16日）は、ドイツの作曲家・チェンバロ奏者。
カッセル出身。1948年よりベルリン音楽大学（現在のベルリン芸術大学）で音楽理論と聴覚訓練の指導をするようになり、7年後に教授となった。教授としてサウンドエンジニアリングの研究を行い、作曲家ボリス・ブラッハーの知遇を得て、背景音楽の共同研究を行った。
作品には協奏曲、ソナタ、歌曲、オラトリオ、合唱曲がある。
チェンバロ奏者として多くの録音を残しているが、ソリストとしてよりは伴奏者として知られている。
教え子にカルロ・ドメニコーニなどがいる。

## 作品
- クラリネットとピアノのためのソナタ
- ヴァイオリン協奏曲
- ピアノ協奏曲
- バリトンとオーケストラのための歌曲
- オラトリオ『何処へ』